# フアン・ラミレス
フアンペ（Juanpe）ことフアン・ペドロ・ラミレス・ロペス（Juan Pedro Ramírez López，1991年4月30日 - ）は、スペイン・ラス・パルマス出身のサッカー選手。ポジションはミッドフィールダー。アトレティコ・サン・ルイス所属。

## 経歴
2009年6月13日、セグンダ・ディビシオンのラージョ・バジェカーノ戦でプロデビュー。その後セグンダ・ディビシオンのクラブを渡り歩いた。
2012年1月21日のCEサバデル戦では試合終了間際に同点ゴールをあげた。
2016年7月7日、ジローナFCと3年契約を結んだ。2016-17シーズンは主力としてラ・リーガ昇格に貢献すると、翌シーズンも主力として1部残留に貢献。
2025年6月、アトレティコ・サン・ルイスに移籍した。